# Muntanyes Pòntiques
Les Muntanyes Pòntiques o Alps Pòntics (en turc: Kuzey Anadolu Dağları, que significa Muntanyes del Nord d'Anatòlia) formen una serralada al nord d'Anatòlia, Turquia. També es coneixen com les muntanyes Parhar en les llengües turques i gregues pòntiques locals. El terme Parhar s'origina a partir d'una paraula hitita que significa alt o cim. En grec antic, les muntanyes s’anomenaven Pariadres o muntanyes Parihedri.

## Geografia

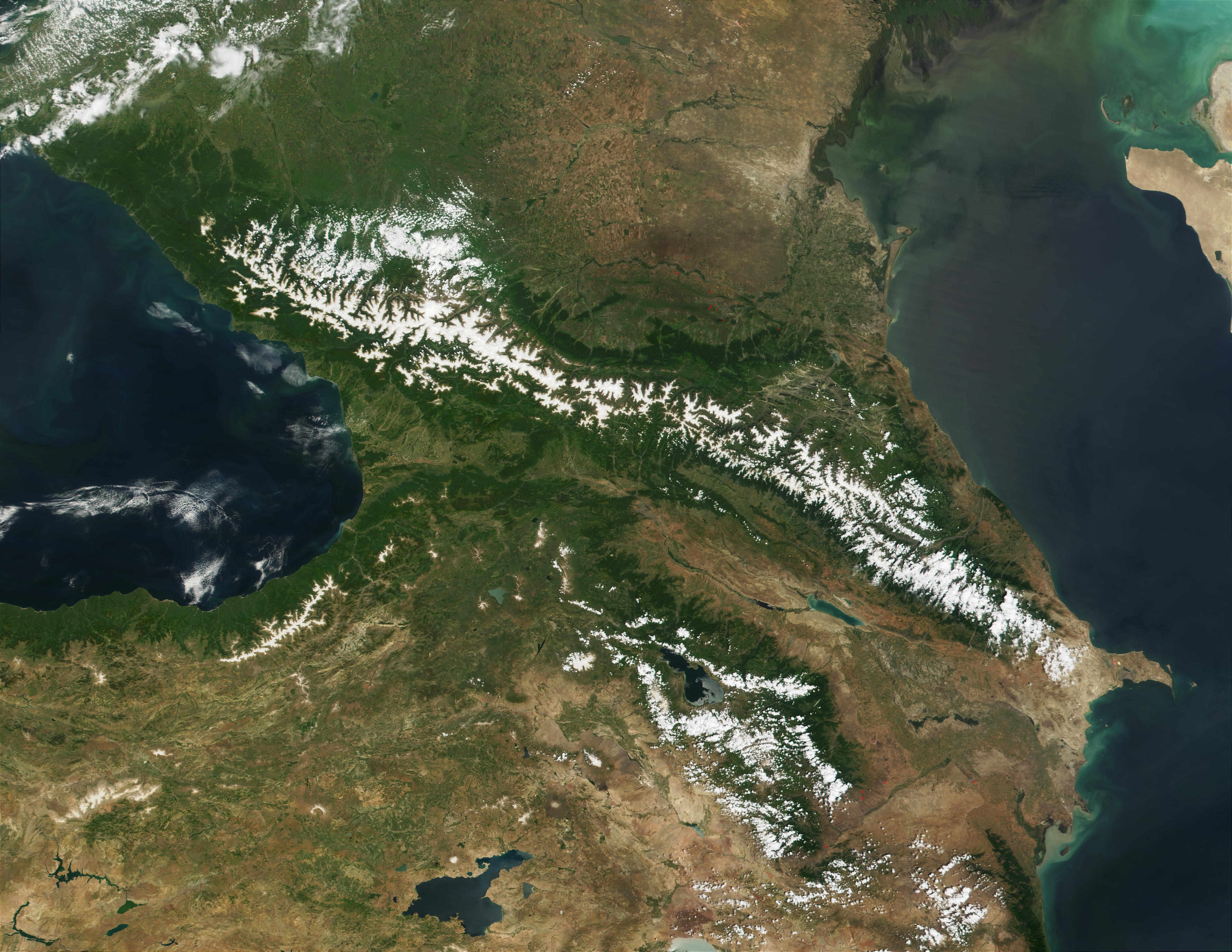
Foto satel·litària de la regió del Caucas. A l'esquerra, la Mar Negra i la part oriental de les muntanyes del Ponto (una mica de neu), per sota de la seva transició a la regió muntanyenca d'Armènia. La frontera turca s'estén des de la badia de la Mar Negra i l'est del llac van fins al centre de la vora inferior de la imatge.

Les muntanyes Pòntiques s'eleven després d'una estreta franja costanera immediatament al sud de la Mar Negra. Les seves cadenes muntanyenques tenen una longitud mitjana de 300 km, van en la seva majoria en direcció est-oest i s'estenen entre 100 i 200 km cap a l'interior. En les parts occidental i central, les serralades són més baixes i només aconsegueixen altures de fins a 2500 m al nord d'Ankara, mentre que en l'est molts pics superen els 3.000 m d'altura i formen una prominent serralada costanera a les Muntanyes Pòntiques Orientals (Doğu Karadeniz Dağları). L'elevació més alta, el Kaçkar Dağı (3.932 m) es troba prop de la frontera amb Geòrgia. Allí, prop de la ciutat portuària georgiana de Batum, les muntanyes Pòntiques s'esgoten, però continuen cap al sud-oest en l'Ararat i el Caucas Menor (5.600 m), en canvi, ja no compta com a part de les Muntanyes Pòntiques. La vessant nord de les serralades sol deixar només una estreta franja de terreny en la costa de la Mar Negra, però ofereix bones terres de cultiu. Els vents del nord-oest provoquen fortes pluges i han donat lloc a un dens repoblament en els vessants de les muntanyes.

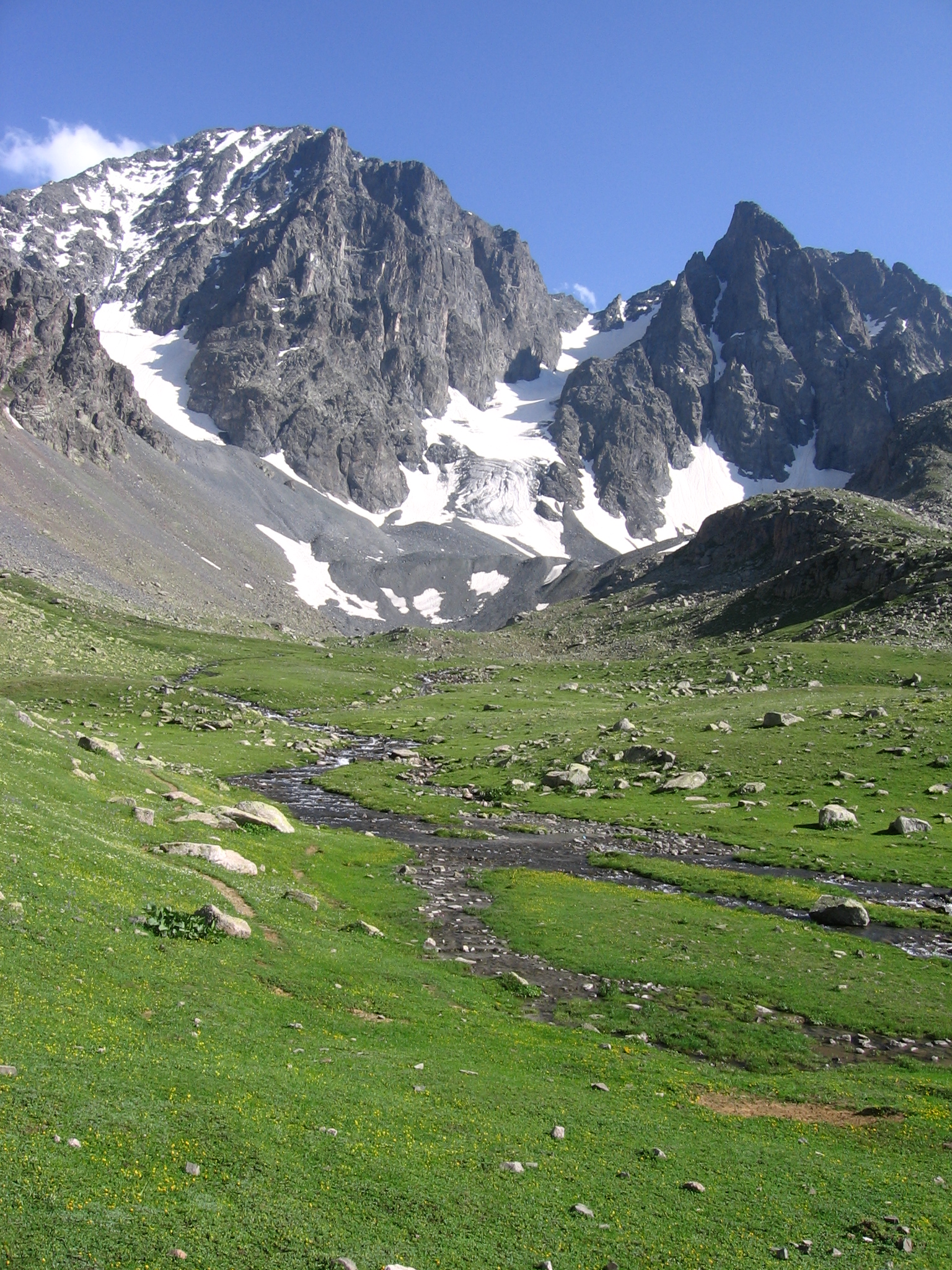
El pic més alt (Kaçkar Dağı) des del nord.

La majoria dels rius estan definits per la direcció est-oest de les cadenes muntanyenques en el seu curs superior, però les travessen cap a la Mar Negra en estretes valls transversals o goles. Prop d'aquestes desembocadures en l'estreta franja costanera es troben els centres d'assentament: a l'oest Kozlu i Zonguldak, Sinope, Bafra i Samsun, a l'est principalment Altınordu, Trebisonda i Rize. Una excepció al curs general del riu és el Kızılırmak (l'antic Halys). Aquest riu, el més llarg de Turquia amb 1.400 km, neix a només 100 km al sud de la Mar Negra (prop de Sivas), però desemboca en les Terres Altes centrals d'Anatolia i només torna a girar cap a l'est i el nord després d'un ampli semicercle fins que, després d'unes valls de ruptura, desemboca a la vora d'una àmplia península en la mar prop de Bafra. En aquesta i en altres fèrtils planes al·luvials arriben a la costa les escasses rutes de trànsit de l'interior.
Els empinats vessants del nord de les muntanyes estan densament arbrades a causa de les freqüents precipitacions i són en part bones terres de cultiu. Aquí, principalment es conreen avellanes (avellana pòntica), te, tabac, oliva i, més recentment, cirera i cítrics. Les terres baixes de l'est són els centres de cultiu de l'arròs turc. Les zones que no són aptes per al cultiu, a causa de la seva inclinació o a la inestabilitat del sòl procliu a despreniments en arracades, estan parcialment cobertes de manera densa per rododendres. Les regions més altes també s'utilitzen com a pastures. El bosc és mixt principalment conformat per l'avet del Caucas i fagus orientalis. El límit del bosc es troba entre 2000 i 2300 metres. Els assentaments de tot l'any també aconsegueixen aquestes altures en el costat nord de les muntanyes.
Cap al sud, en direcció a l'altiplà de Anatolia, no hi ha cobertura forestal a causa de l'escassa pluviometria; allí, el paisatge, molt poc poblat, té un caràcter majoritàriament muntanyenc d'estepa. Només al llarg dels rius i en els paisatges de conca creixen salzes i pollancres, amb ocasionals rodals dispersos de roures i pi negre. A causa de l'escàs assentament humà en la zona, la flora i la fauna continuen sent molt riques en espècies.

La falla anatòlica septentrional i la falla anatòlica oriental recorren la serralada en direcció est-oest.

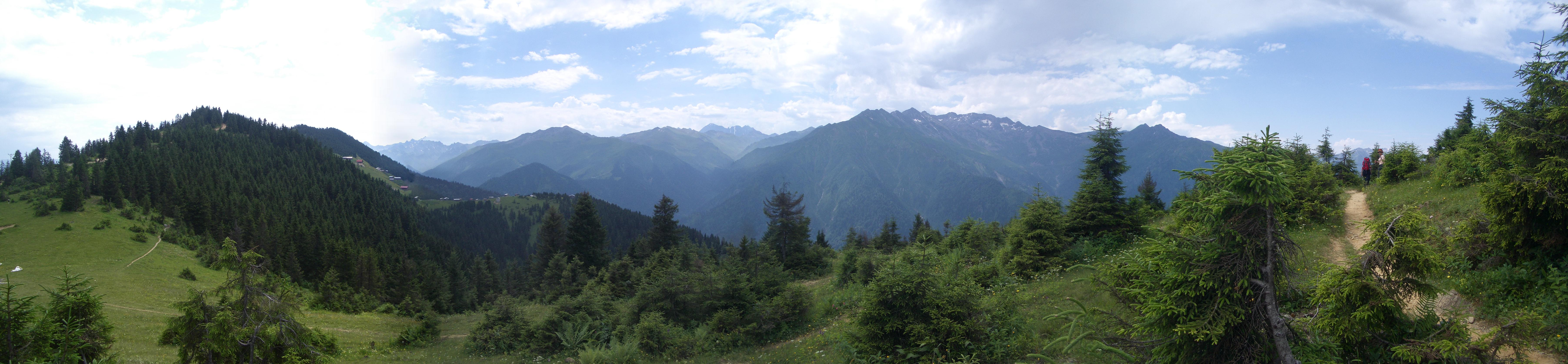
Un panorama de les muntanyes pòntiques a Turquia

## Geologia

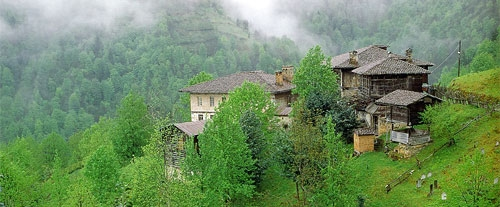
Granja en les Muntanyes Pòntiques.

Àsia Menor (Anatolia) està emmarcada en tres dels seus costats per llargues cadenes muntanyenques, raó per la qual les Muntanyes Pòntiques també es denominen en geomorfologia muntanyes del bord nord d'Anatòlia. El seu homòleg del sud són les Muntanyes del Taure, que limiten amb el Mediterrani. Des del punt de vista geològic, tots dos pertanyen a l'extensa orogènesi alpina, relativament recent, que va des dels Pirineus, passant pels Alps i els Carpats, els Balcans, el Caucas, fins al Hindu Kush i l'Himàlaia. A causa dels continus moviments tectònics de l'escorça terrestre, es produeixen forts terratrèmols una vegada i una altra.
En la part occidental del les Muntanyes Pòntiques, a més del plegament alpí, encara queden grans restes de l'antiga Orogènesi varisca. Mentre que aquestes rampes i crestes només superen els 2000 metres en uns quants llocs, les Muntanyes Pòntiques Orientals (Doğu Karadeniz Dağları) s'eleven en nombrosos pics molt per sobre dels 3.000 metres i en el Kaçkar Dagi fins als 3.937 metres.
En el tram superior, tots els rius principals segueixen el curs aquest-oest dictat per les serralades. Cap a la mar Negra, no obstant això, han d'obrir-se pas fins a la costa en profundes valls transversals. El riu més important de Turquia, el Kızılırmak (Halys) fins i tot forma una veritable ziga-zaga de diverses pintoresques valls de ruptura al nord-est d'Ankara. Igual que el Yeşilırmak, projecta la seva desembocadura en el delta des de la part central de la serralada fins a la mar, mentre que la tercera península de la regió (en Sinope) deriva d'una massa d'aigua comparativament petita però escarpada.
Els principals rius de la part occidental són el Filyos Çayı (vall de ruptura prop de Karabük) i Gökırmak, mentre que la part oriental està dominada per l'extens i tectònic solc longitudinal del Kelkit i Çoruh. Només una mica al sud - prop de Erzurum també neix el Kara Su, que, no obstant això, flueix més al sud cap a l'Eufrates. El curs oposat és el del Kura, que neix a la província província de Kars i flueix primer cap a l'est, cap a Geòrgia i després cap a la Mar Càspia. Així, malgrat la seva ubicació perifèrica, les Muntanyes Pòntiques representen la divisòria d'aigües entre un total de tres mars.
Segons els resultats de les recerques de la Universitat de Berlín, la gènesi de diversos dipòsits i la petrologia d'algunes roques ígnies indiquen que les Muntanyes Pòntiques Orientals (nord-est de Turquia) representa un (paleo)-arc insular. Segons això, les veïnes Anatólides al sud es van formar en la zona preprofunda d'aquest arc volcànic. Segons la teoria de la tectònica de plaques, la Mar Negra ha de considerar-se llavors com una conca marginal activa al nord de l'arc insular i la seva escorça continental es va transformar en escorça oceànica en la zona central.
Entre els jaciments de les Pòntiques Orientals, cal esmentar els de metalls no ferrosos units als de volcanita àcida, mentre que els de pòrfir de coure són probablement menys productius econòmicament. De gran importància és l'extens jaciment de carbó a prop de Zonguldak en les Muntanyes Pòntiques Occidentals.
A més del carbó, aquí es troben nombroses indústries, entre altres la indústria tèxtil i el processament del ferro. En la resta de les regions muntanyenques, la transformació dels productes del país, com la fusta, la carn i els productes agrícoles esmentats, tenen un paper econòmic.

## Història
Des de l'època romana d'Orient fins a principis del segle xx, els grecs pòntics, procedents de les ribes de la mar Negra, van viure en les zones muntanyenques de les Muntanyes Pòntiques, on van poder conservar la seva llengua i la seva religió ortodoxa a les fronteres orientals de l'Imperi Romà d'Orient primer i de l'otomà després. Com molts pobles de muntanya, els grecs pòntics es van desplaçar molt, en el seu cas en direcció al Caucas i Rússia. L'intercanvi de poblacions entre Grècia i Turquia el 1923 va fer que s'establissin com a refugiats a les fronteres del nord dels Balcans de la seva nova pàtria. Més tard, després de la Segona Guerra Mundial, la població de grecs pòntics es va dispersar en una diàspora mundial. En resposta a aquests esdeveniments, van crear una iconografia molt rica (en el sentit utilitzat per Jean Gottmann), que els va permetre transmetre la seva identitat d'una generació a una altra establint llocs de record en les zones en les quals es van assentar. La construcció d'una xarxa transnacional, dins de la qual creaven regularment davanteres mòbils i simbòliques amb l'ajuda d'aquesta iconografia i dels llocs de record que adornaven, els permetia reproduir la seva identitat ètnica. Això els va ajudar a resistir l'assimilació per part de les societats d'acolliment, ja fossin gregues o estrangeres. La constant referència al territori i als llocs de muntanya dels seus orígens ha forjat vincles amb les zones frontereres on ara viuen i amb la seva iconografia que sustenta les fronteres mòbils, que en la diàspora els distingeix dels altres grecs i dels ciutadans del seu país d'acolliment.

## Ecologia

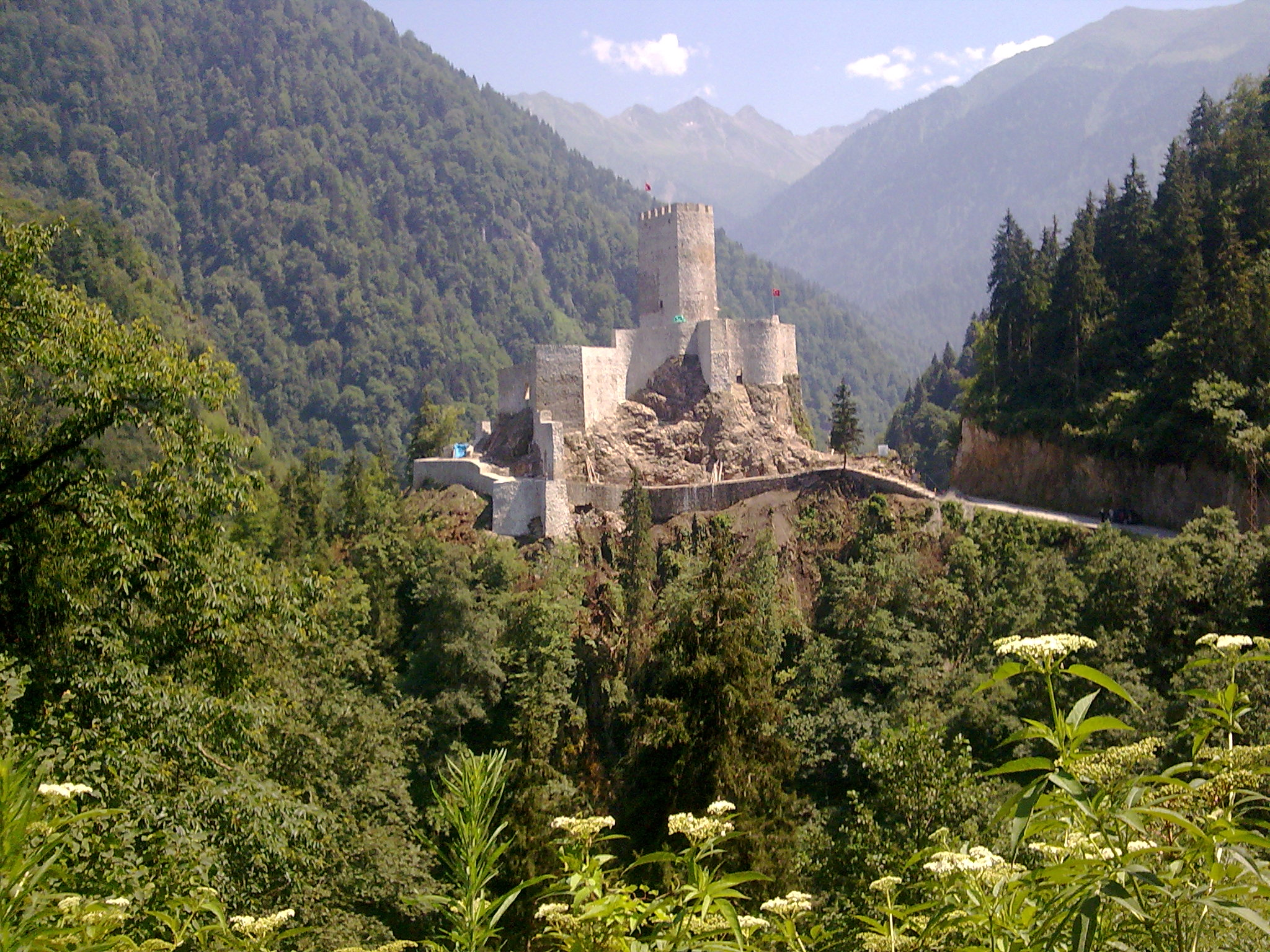
Castell de Zilkale

Les muntanyes estan generalment cobertes per densos boscos, principalment de coníferes.
Els boscos de coníferes i caducifolis del Nord d'Anatòlia són una ecoregió que cobreix la major part de la serralada, mentre que els boscos mixtos del Caucas s'estenen a l'extrem més oriental de la serralada, conegut com les muntanyes Kaçkar. A l'estreta franja costanera entre les muntanyes i la mar Negra, coneguda com a regió del Pont, Hi ha boscos caducifolis del Pont Euxí i la Còlquida, que contenen algunes de les poques selves temperades del món.
La regió alberga fauna salvatge euroasiàtica, com l'esparver comú, l'àguila daurada, l'àguila imperial oriental, l'àguila pomerània, el gall del Caucas, el gafarró de front vermell i el pela-roques.

Mapa climàtic

Les condicions hivernals són molt dures i la neu fins i tot als mesos d'estiu no és inusual a partir de determinades alçàries.
L'altiplà de l'Anatòlia, que es troba al sud de la serralada, té un clima considerablement més sec i continental que la costa humida i suau.